# Ordine della Corona (Paesi Bassi)
L'Ordine della Corona (Kroonorde) è un ordine cavalleresco dei Paesi Bassi, di appannaggio della casa reale degli Orange-Nassau.

## Storia
L'Ordine venne creato dalla Regina Giuliana dei Paesi Bassi nell'ambito della sua riorganizzazione dell'Ordine della Casata d'Orange (Huisorde van Oranje) del 1969. Le 18 classi originarie, non erano però adatte alle esigenze egualitarie della società olandese degli anni '60, a tal punto che esse vennero riformate solo in 5 classi di merito.
Come ordine legato alla casata regnante, esso non è sottoposto ad alcuna responsabilità ministeriale o influenza, ma viene conferito a discrezione del solo monarca olandese.
Esso viene conferito (come cita l'art.13 dello statuto) "a quegli stranieri che si siano distinti specialmente nel servizio al Re dei Paesi Bassi ed alla sua casa." La precedente regina ha inoltre istituito una medaglia d'argento per commemorare le visite di stato.

## Classi
L'Ordine dispone delle seguenti classi di benemerenza:
- Gran Croce
- Croce Larga con Placca
- Croce Larga
- Croce d'Onore con Rosetta
- Croce d'Onore
- Medaglia d'Oro
- Medaglia d'Argento
- Medaglia di Bronzo

| Medaglia di Bronzo        | Medaglia d'Argento | Medaglia d'Oro         | Croce d'Onore |
| Croce d'Onore con Rosetta | Croce Larga        | Croce Larga con Placca | Gran Croce    |

## Insegne
- Le insegne dell'ordine sono costituite da una croce latina stondata smaltata di bianco, unita da una corona d'alloro smaltata d'oro. Al centro della croce, un medaglione smaltato di bianco e bordato d'oro, porta impresso un corno blu e rosso su sfondo dorato, simbolo araldico del Principato di Orange da cui proviene la casata regnante olandese.
- Il nastro è arancione (colore nazionale dei Paesi Bassi) bordato su ciascun lato da una striscia rossa, bianca e blu (colori della bandiera dei Paesi Bassi).